# Race of Champions 1996
Race of Champions 1996 kördes på Kanarieöarna 1996.
- Plats:  Kanarieöarna
- Datum: 1996
- Segrare:  Didier Auriol